# Geraldine James
Geraldine James (Maidenhead, 6 luglio 1950) è un'attrice britannica.

## Biografia
È sposata dal 1986 con l'attore Joseph Blatchley, con cui ha una figlia, Ellie (1985).
Prese parte a Gandhi di Richard Attenborough (1982), nel quale interpretò Madeleine Slade, la ragazza inglese di buona famiglia che lascia l'Inghilterra per seguire Gandhi in India.
In Chiamatemi Anna, la serie TV del 2017-2019, interpreta Marilla Cuthbert.
Ha avuto un'infanzia e un'adolescenza difficili, a causa dei problemi di alcolismo della madre, un'esperienza che l'ha segnata così tanto da diventare attiva nelle associazioni di aiuto e sostegno per alcolisti anonimi.

## Filmografia

### Cinema
- Bloody Kids, regia di Stephen Frears (1979)
- Un'adorabile canaglia (Sweet William), regia di Claude Whatham (1980)
- Gandhi, regia di Richard Attenborough (1982)
- Due metri di allergia (The Tall Guy), regia di Mel Smith (1989)
- La strega di Willoughby Chase (The Wolves of Willoughby Chase), regia di Stuart Orme (1989)
- Un agente segreto al liceo (If Looks Could Kill), regia di William Dear (1991)
- Beltenebros, regia di Pilar Miró (1991)
- The Bridge, regia di Syd Macartney (1992)
- No Worries, regia di David Elfick (1994)
- Words Upon the Window Pane, regia di Mary McGuckian (1994)
- Moll Flanders, regia di Pen Densham (1996)
- L'uomo che sapeva troppo poco (The Man Who Knew Too Little), regia di Jon Amiel (1997)
- La partita - La difesa di Luzhin (The Luzhin Defence), regia di Marleen Gorris (2000)
- The Testimony of Taliesin Jones, regia di Martin Duffy (2000)
- Lover's Prayer - L'amore negato (All Forgotten), regia di Reverge Anselmo (2001)
- Tom & Thomas - Un solo destino (Tom & Thomas), regia di Esmé Lammers (2002)
- Calendar Girls, regia di Nigel Cole (2003)
- The Fever, regia di Carlo Gabriel Nero (2004)
- Sherlock Holmes, regia di Guy Ritchie (2009)
- Alice in Wonderland, regia di Tim Burton (2010)
- We Want Sex (Made in Dagenham), regia di Nigel Cole (2010)
- Arturo (Arthur), regia di Jason Winer (2011)
- Sherlock Holmes - Gioco di ombre (Sherlock Holmes: A Game of Shadows), regia di Guy Ritchie (2011)
- Millennium - Uomini che odiano le donne (The Girl with the Dragon Tattoo), regia di David Fincher (2011)
- Diana - La storia segreta di Lady D (Diana), regia di Oliver Hirschbiegel (2013)
- 45 anni (45 Years), regia di Andrew Haigh (2015)
- Alice attraverso lo specchio (Alice Through the Looking Glass), regia di James Bobin (2016)
- Rogue One: A Star Wars Story (Rogue One), regia di Gareth Edwards (2016)
- Downton Abbey, regia di Michael Engler (2019)
- Benediction, regia di Terence Davies (2021)

### Televisione
- L'ispettore Regan (The Sweeney) – serie TV, 1 episodio (1976)
- Dummy, regia di Franc Roddam – film TV (1977)
- Crown Court – serie TV, 1 episodio (1978)
- Play for Today – serie TV, 1 episodio (1979)
- Love Among the Artists, regia di Marc Miller e Howard Baker – miniserie TV (1979)
- Eddie Shoestring, detective privato (Shoestring) – serie TV, 1 episodio (1979)
- BBC2 Playhouse – serie TV, 4 episodi (1980-1982)
- The History Man – serie TV, 4 episodi (1981)
- I Remember Nelson – serie TV, 4 episodi (1982)
- The Jewel in the Crown – serie TV, 12 episodi (1984)
- Time and the Conways, regia di Mike Vardy – film TV (1985)
- Blott on the Landscape – serie TV, 6 episodi (1985)
- Guerrieri della libertà (Freedom Fighter), regia di Desmond Davis – film TV (1988)
- Echoes, regia di Barbara Rennie – miniserie TV (1988)
- È stata via (She's Been Away), regia di Peter Hall – film TV (1989)
- Screen One – serie TV, 3 episodi (1989-1992)
- Stanley and the Women, regia di David Tucker – miniserie TV (1991)
- Performance – serie TV, 1 episodio (1992)
- Alas Smith & Jones – serie TV, 1 episodio (1992)
- Doggin' Around, regia di Desmond Davis – film TV (1994)
- In Suspicious Circumstances – serie TV, 1 episodio (1994)
- The Healer, regia di Mike Hodges – film TV (1994)
- Band of Gold – serie TV, 1 episodio (1995-1997)
- Kavanagh QC – serie TV, 1 episodio (1995-1999)
- Over Here, regia di Tony Dow – film TV (1996)
- Drovers' Gold, regia di Lesley Manning e Tristram Powell – miniserie TV (1997)
- Gold – serie TV, 1 episodio (1997)
- Seesaw, regia di George Case – miniserie TV (1997)
- The Sins, regia di Sallie Aprahamian, David Yates e Simon Curtis – miniserie TV (2000)
- Crime and Punishment, regia di Julian Jarrold – film TV (2002)
- Un angelo per May (An Angel for May), regia di Harley Cokeliss – film TV (2002)
- White Teeth – serie TV, 3 episodi (2002)
- Il mastino dei Baskerville (The Hound of the Baskervilles), regia di David Attwood – film TV (2002)
- State of Play, regia di David Yates – miniserie TV (2003)
- Hearts of Gold, regia di Richard Laxton – film TV (2003)
- Hans Christian Andersen: My Life as a Fairy Tale, regia di Philip Saville – film TV (2003)
- He Knew He Was Right, regia di Tom Vaughan – miniserie TV (2004)
- Hex – serie TV, 3 episodi (2004)
- Little Britain – serie TV, 4 episodi (2004)
- Poirot (Agatha Christie's Poirot) – serie TV, episodio 10x3 (2006)
- Jane Hall – serie TV, 6 episodi (2006)
- Roma - Nascita e caduta di un impero (Ancient Rome: The Rise and Fall of an Empire) – serie TV, 1 episodio (2006)
- The Battle for Rome – miniserie TV (2006)
- A Harlot's Progress, regia di Justin Hardy – film TV (2006)
- The Amazing Mrs Pritchard – serie TV, 5 episodi (2006)
- L'abbazia di Northanger (Northanger Abbey), regia di Jon Jones – film TV (2007)
- The Time of Your Life – serie TV, 6 episodi (2007)
- Heist, regia di Justin Hardy – film TV (2008)
- Fairy Tales – serie TV, 1 episodio (2008)
- City of Vice – serie TV, 1 episodio (2008)
- Phoo Action, regia di Euros Lyn – film TV (2008)
- The Last Enemy – serie TV, 5 episodi (2008)
- Little Britain USA – serie TV, 4 episodi (2008)
- Caught in a Trap, regia di Michael Samuels – film TV (2008)
- L'ispettore Barnaby (Midsomer Murders) – serie TV, episodio 13x08 (2011)
- Playhouse Presents – serie TV, 1 episodio (2012)
- 13 Steps Down – serie TV, 2 episodi (2011)
- Utopia – serie TV, 9 episodi (2013)
- Chiamatemi Anna (Anne with an "E") – serie TV (2017-2019)

## Doppiatrici italiane
Nelle versioni in italiano dei suoi film, Geraldine James è stata doppiata da:
- Anna Rita Pasanisi in Alice in Wonderland, Alice attraverso lo specchio, Downton Abbey
- Franca D'Amato in Sherlock Holmes, Sherlock Holmes - Gioco di ombre
- Alessandra Muccioli in We Want Sex, Millennium - Uomini che odiano le donne
- Vittoria Febbi in Due metri di allergia
- Angiolina Quinterno in Un agente segreto al liceo
- Paola Mannoni in È stata via
- Roberta Paladini in Calendar Girls
- Sonia Scotti in Arturo
- Ludovica Modugno in Diana - La storia segreta di Lady D
- Antonella Giannini in 45 anni
- Angiola Baggi in Poirot
- Barbara Castracane in Chiamatemi Anna
- Ludovica Marineo in Beast